# Twinless
Twinless es una próxima película estadounidense de comedia negra escrita, dirigida y producida por James Sweeney. La película está protagonizada por Sweeney junto a Dylan O'Brien, Aisling Franciosi y Lauren Graham. Producida por Republic Pictures y distribuida por Lionsgate y Roadside Attractions en Estados Unidos y por Sony Pictures en el resto del mundo; Está programada para su estreno en el país norteamericano el 5 de septiembre de 2025.
Tuvo su estreno en competición oficial del Festival de Cine de Sundance en enero de 2025, ganando el premio a mejor ficción elegido por el público.

## Reparto
- Dylan O'Brien como Roman / Rocky
- James Sweeney como Dennis
- Aisling Franciosi como Marcie
- Lauren Graham como Lisa, madre de Rocky y Roman
- Tasha Smith como Charlotte
- Chris Perfetti como George
- François Arnaud como Sammy
- Susan Park como Sage
- Cree Cicchino como Bianca

## Producción

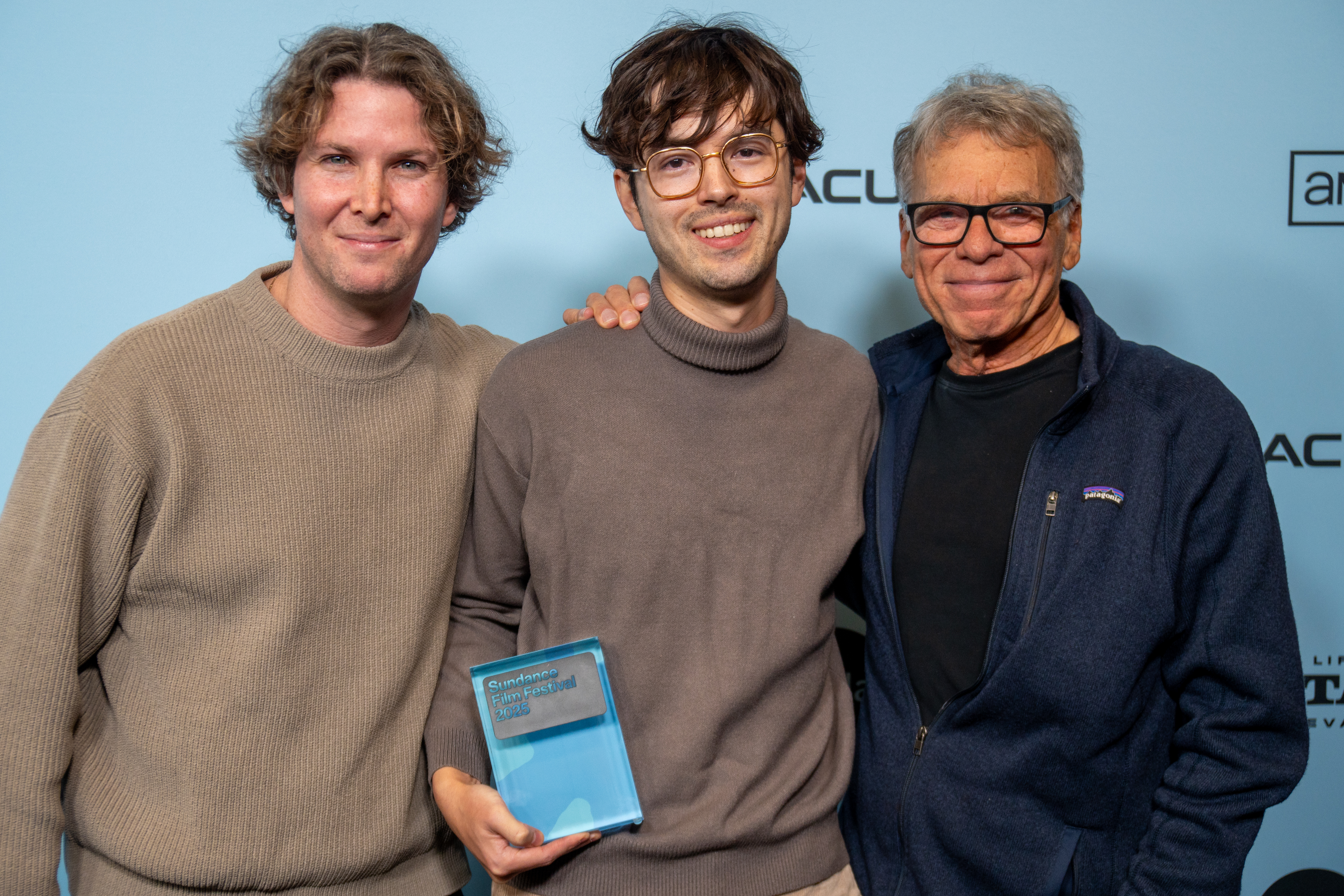
Sweeney (centro), David Permut (derecha) y Alex Astrachan (izquierda) en el Festival de Cine de Sundance de 2025

En febrero de 2024, fue anunciado a Dylan O'Brien como protagonista de la película junto a James Sweeney como coprotagonista, director y guionista de la misma. David Permut se confirmó también como productor junto a Republic Pictures como distribuidora. En mayo, Aisling Franciosi y Lauren Graham se unieron al reparto. En agosto, se completó el reparto con: Tasha Smith, Chris Perfetti, François Arnaud, Susan Park y Cree Cicchino.
La fotografía principal tuvo lugar en Portland, Oregon.

## Recepción

### Crítica
En el sitio web agregador de reseñas Rotten Tomatoes, el 96 % de las 45 reseñas de los críticos son positivas, con una calificación promedio de 7.9/10. Metacritic, que utiliza una media ponderada, asignó una puntuación de 81 sobre 100 basada en 13 críticas, lo que indica «aclamación universal».
Benjamin Lee, de The Guardian, la calificó de "comedia oscura e ingeniosa", y añadió que "la película, inteligente y sumamente inusual, se gana su capacidad para desafiar los límites porque nunca pierde de vista la inevitable tristeza humana que la envuelve". Lovia Gyarkye, de The Hollywood Reporter, elogió las dos interpretaciones de O'Brien y apreció la habilidad de Sweeney para "alternar entre el humor seco, la devastación desgarradora y la intensidad emocional".